# Макіта (Отепяе)
Ма́кіта (ест. Makita küla) — село в Естонії, у волості Отепяе повіту Валґамаа.

## Населення
Чисельність населення на 31 грудня 2011 року становила 21 особу.

## Географія
Через населений пункт проходять автошляхи 46 (Татра — Отепяе — Санґасте) та 23168 (Нееруті — Макіта).

## Історія
Під час адміністративної реформи 1977 року село Макіта було ліквідовано, а його територія відійшла до села Лутіке. З 29 липня 2007 року село Макіта відновлено.
До 21 жовтня 2017 року село входило до складу волості Палупера повіту Валґамаа.